# Kurgan (Kurganska oblast, Rusija)
Kurgan (ruski: Курган), je glavni grad Kurganske oblasti u Rusiji. Nalazi se na 55°28′N 65°21′E / 55.467°N 65.350°E), na obalama rijeke Tobol. Zauzima površinu od 0,39 tisuća km²;.

## Ime
Grad je dobio ime po obližnjem velikom kurganu, nedaleko kojeg su nastala prva naselja na ovom području.

## Povijest
Jedan je od najstarijih gradova u Sibiru. 
Osnovao ga je 1659. – 1662. Timofej Neveščin, graditelj okruga Tjumenj, pod imenom Carjovo Gorodišče (ruski: Царёво Городище). Poslije je naselje preraslo u utvrdu. Služila je kao granična postaja i štitila je druga ruska naselje od nomadskih napada; jednom od brojnih napada nije moglo odoliti, pa je grad opljačkan i spaljen. 
Koncem 17. stoljeća naselje se proširilo 8 km nizvodno. Tijekom stoljeća, tvrđava je dorađena i grad je dobio "stari grad", ograđen drvenim kremljem, i "novi grad" s gradskim zidinama, osam bastiona i jednim Graben; garnizon u gradu je imao tisuću vojaka i 28 topova. 
Osvajanjem novih ozemlja na jugu, Carjovo Gorodišče je izgubilo na vojnom značenju, pa su utvrđenja 60-ih godina 18. stoljeća srušena.
Godine 1738. preimenovan je u Kurganskaja Sloboda (Курганская Слобода). Od 19. siječnja 1782. godine, carica Katarina Velika (Katarina II. Aleksejevna) mu je dala gradska prava i današnje ime.
Kurgan se nalazi na Transsibirskoj željezničkoj pruzi, na dionici između Ekaterinburga i Omska.

## Stanovnici
Broj stanovnika:
- 1710.:     539
- 1789.:   1.071
- 1895.:   7.376
- 1897.:  10.600
- 1913.:  30.000
- 1926.:  28.000
- 1939.:  53.000
- 1956.: 106.100
- 1967.: 215.000
- 1976.: 293.000
- 1986.: 348.000
- 1998.: 368.300
- 2001.: 361.500
- 2002.: 344.200
- 2003.: 339.300 (procjena)

## Poznati Kurganjani i Kurganke
- Leonid Borisovič Krasin (1870-1926)
- Sergej Aleksandrovič Vasiljev (1911-1975)

### Osobe, koje su u svezi s Kurganom
- Vitalij Nikolajevič Gorjajev (1910-1982), slikar, 11 godina je u Kurganu radio
- Dr. Gavrijil Abramovič Iljisarov, ortoped, utemeljitelj i dugogodišnji voditelj Istraživačkog središta "RNZ WTO"
- Vsevolod Vjačeslavovič Ivanov pisac, ovdje je započeo svoje 4 djela
- Dr. Jakov Davidovič Vitebski, gastroenterolog

## Gradovi pobratimi
Gradovi pobratimi su:
- Ruffina (okolica Firence, Italija)
- Appleton (savezna država Wisconsin, SAD)

## Vanjske poveznice
- Slulžbene stranice grada Kurgana
- Kurgan.ru - Info portal grada Kurgana
- Ведущий оператор связи Курганской области  Arhivirana inačica izvorne stranice od 25. kolovoza 2005. (Wayback Machine)
- Gradska kultura i povijest